# گیاه‌پارچ ریزبالغ
گیاه‌پارچ ریزبالغ (نام علمی: Nepenthes parvula)، یک گونه از سرده گیاه‌پارچ‌ها و بومی شبه جزیره کیپ یورک در کوئینزلند استرالیا است.[۲]
این چهارمین گونه گیاه‌پارچ‌ها ثبت شده از این قاره و سومین گونه بومی آن است. گیاه‌پارچ ریزبالغ ارتباط نزدیکی با سه گونه دیگر گیاه‌پارچ در استرالیا دارد: گیاه‌پارچ شگرف، گیاه‌پارچ رووانیا و گیاه‌پارچ سرسخت.
نام گیاه به اندازه کوچک گیاهان بالغ اشاره دارد.